# Birmingham City Women Football Club
El Birmingham City FC femení és la secció femenina del Birmingham City FC, un club anglés de futbol.
El Birmingham City va arribar a les semifinals de la copa anglesa al 1974 i 1988, i després de la creación de la lliga anglesa (1991) va arribar a la primera divisió al 2002. Entre 2011 o 2014 van aconseguir els seus millors resultats fins ara, amb una Copa, dos subcampionats de Lliga i unes semifinals a la Lliga de Campions.

## Històric

### Palmarès
- 1 Copa d'Anglaterra
  - 11/12
- 2 subcampionats de Lliga (2011 - 2012)

### Trajectòria
| Edició | Fase previa ¹ | Setzens de final | Vuitens de final  | Quarts de final | Semifinals | Final |
| ------ | ------------- | ---------------- | ----------------- | --------------- | ---------- | ----- |
| 12/13  |               | ASD Verona       |                   |                 |            |       |
| 13/14  |               | PK-35 Vantaa     | Zorky Krasnogorsk | Arsenal FC      | Tyresö FF  |       |

- ¹ Fase de grups. Equip classificat pillor possicionat en cas d'eliminació o equip eliminat millor possicionat en cas de classificació.

| Primera divisió |   |   | 5 | 7 | 4 | 6 | 7 | 9 | 5 | 10 | 2 | 2 | 4 | 3 | 6 | 5 |
| Segona Divisió  | 6 | 1 |   |   |   |   |   |   |   |    |   |   |   |   |   |   |